# Sallahsuwa
Sallahsuwa (Šallahšuwa) era una ciutat hitita situada al sud-sud-oest de l'Anatòlia Central, que es va revoltar contra Hattusilis I cap a l'any 1640 aC.
Quan el rei, al tornar de la conquesta de la ciutat d'Ullumma, s'apropava a Sallahsuwa per sotmetre-la, va veure que els seus partidaris ja s'havien rebel·lat i la ciutat era en flames. A la presència del rei la ciutat li va obrir les portes.